# Seno

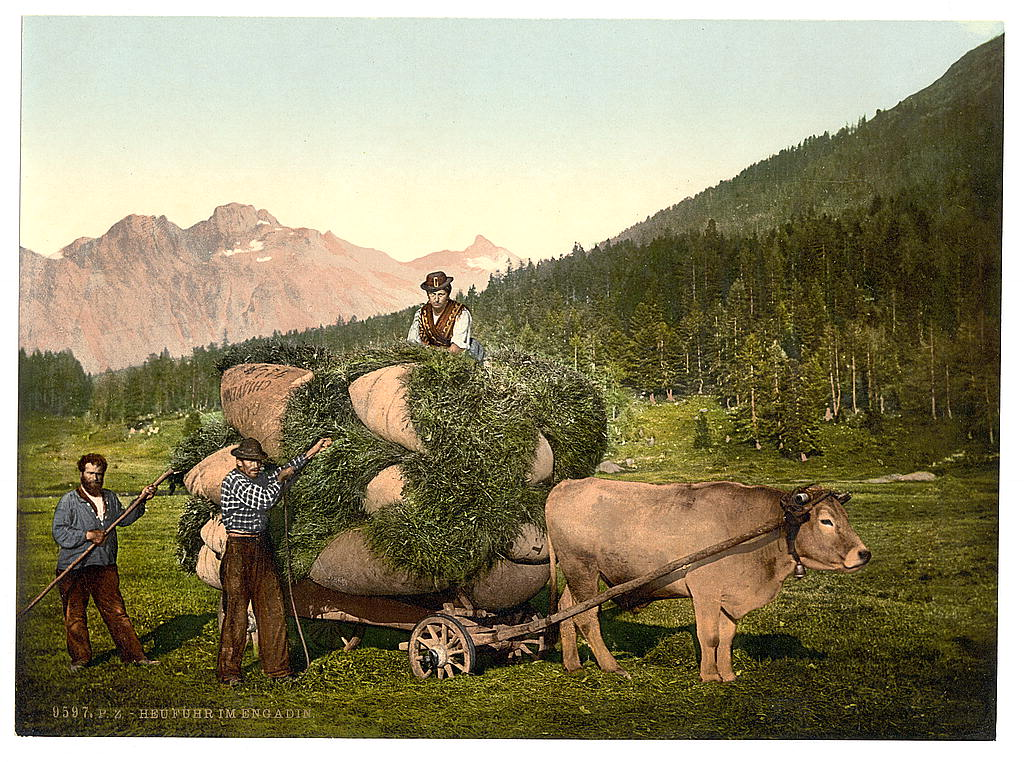
Senoseč v Engadinu, Švýcarsko, rok 1900

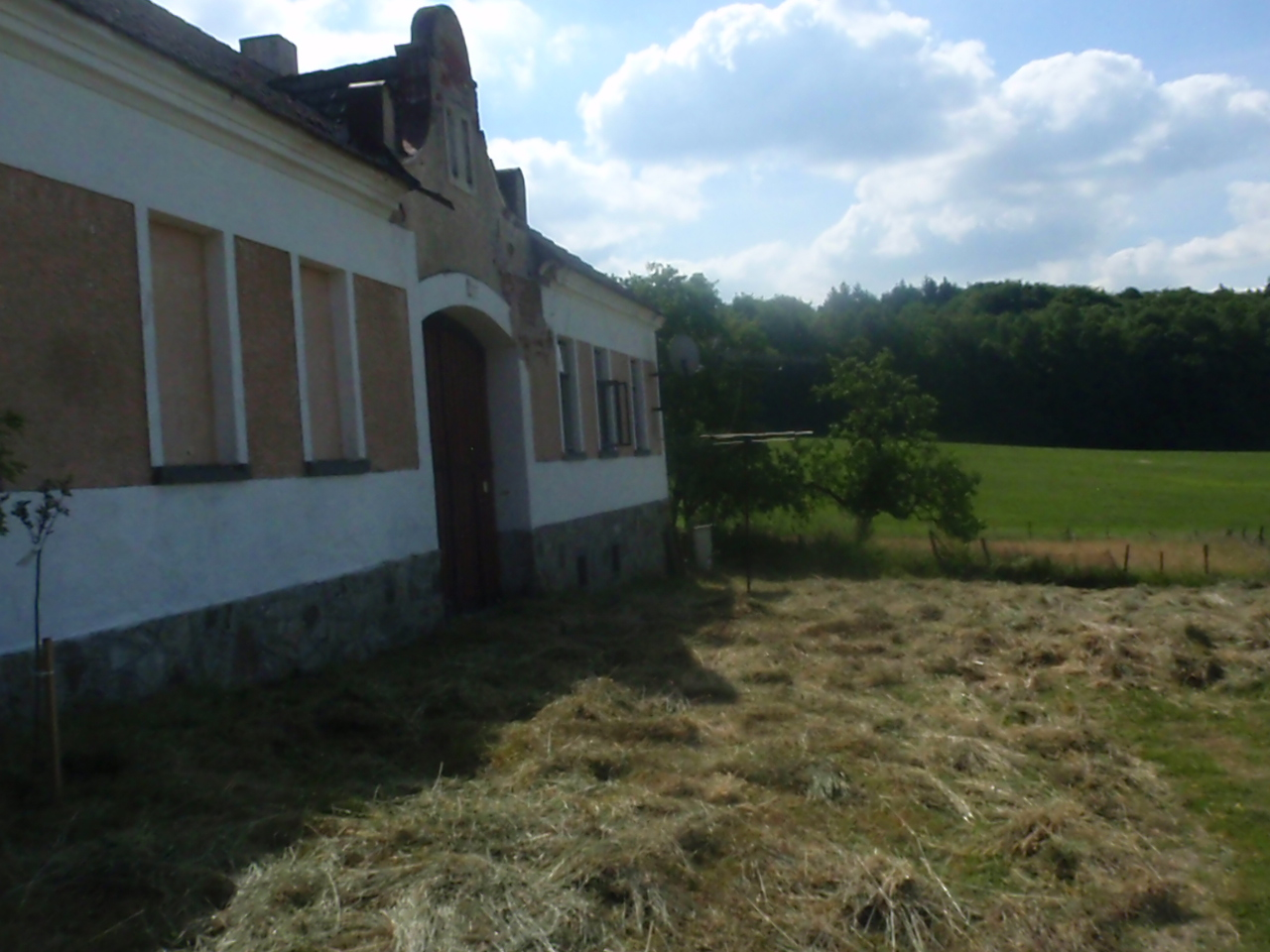
Seno na louce

Seno je sušená zelená píce využívaná jako krmivo pro hospodářská zvířata a pro zimní přikrmování volně žijící lesní zvěře. Senem se krmí v období, kdy je nedostatek zelené píce (zima, období sucha), nebo je potřeba ho z nějakého důvodu zařadit do krmné dávky. Rostliny jsou vysušením a částečnou fermentací konzervovány a pokud jsou dobře uskladněny, tak mohou vydržet jako zásoba krmiva i po několik let. Pro zajištění kvality sena je důležité posečenou trávu rychle a důkladně vysušit a pokud možno svézt pod střechu. Pokud by bylo slisováno či svezeno vlhké seno, tak je velké riziko plesnivění a fermentace ve vlhkém seně může zapříčinit i samovznícení sena.

## Příprava sena

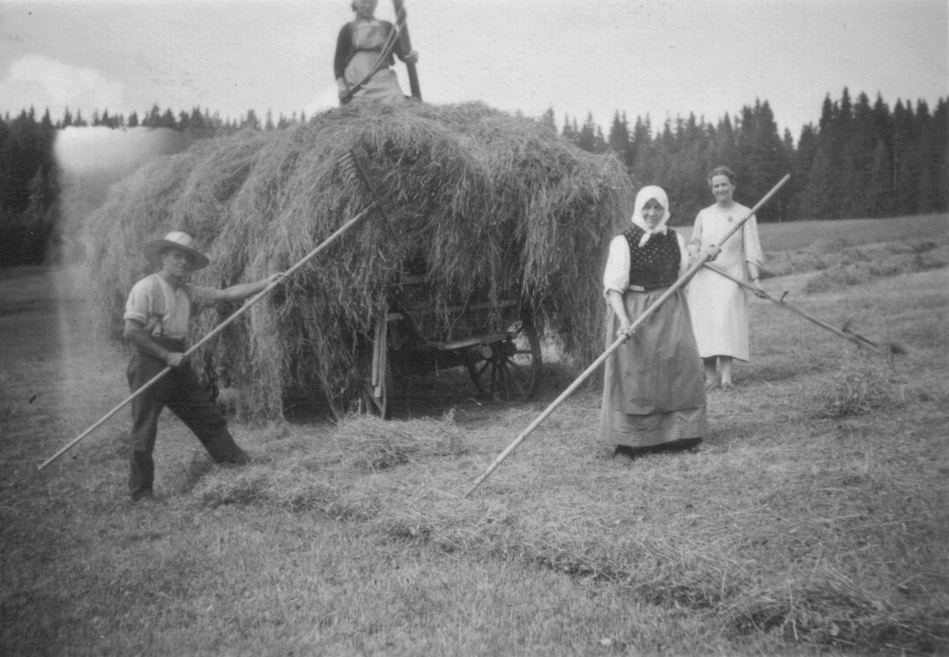
Svoz sena – Německo, 1942

Sklizeň sena se nazývá senoseč. Druhá sklizeň sena resp. druhá fáze senoseče se nazývá otava. Příprava sena začíná posečením porostu (louky) ve správnou dobu. V mírném pásu se seče na sena dvakrát ročně, v tropech a subtropech jednou. K sečení se dříve používala klasická kosa, v současné době je nejčastěji sečeno v malém hospodářství jednoosou frézou s prstovou, nebo bezprstovou kosou, případně bubnovou sekačkou. Ve velkovýrobě se používají strojní zařízení na podobném principu, nejčastěji bubnové sekačky připojitelné k traktorům. Pokosená tráva zůstane v závislosti na počasí několik dní ležet na louce, aby se usušila. Během této doby jsou řádky několikrát obráceny. V malém objemu se používají dřevěné hrábě nebo obracečka připojitelná k jednoosé fréze, ve velkovýrobě se používají strojní obracečky připojitelné k traktorům. Následně je seno buď sbaleno do balíků, nebo shrnuto (do kupek) a odvezeno do seníku, při skladování sena pod širým nebem je ze sena (nebo i ze slámy) vytvořen stoh nejčastěji z hranatých balíků.

### Druhy sena
Seno z první, druhé či třetí seče má odlišné vlastnosti. Seno z druhé seče je označováno jako otava (německy Grummet); ta má díky menším stonkům jemnou strukturu.

## Skladování sena

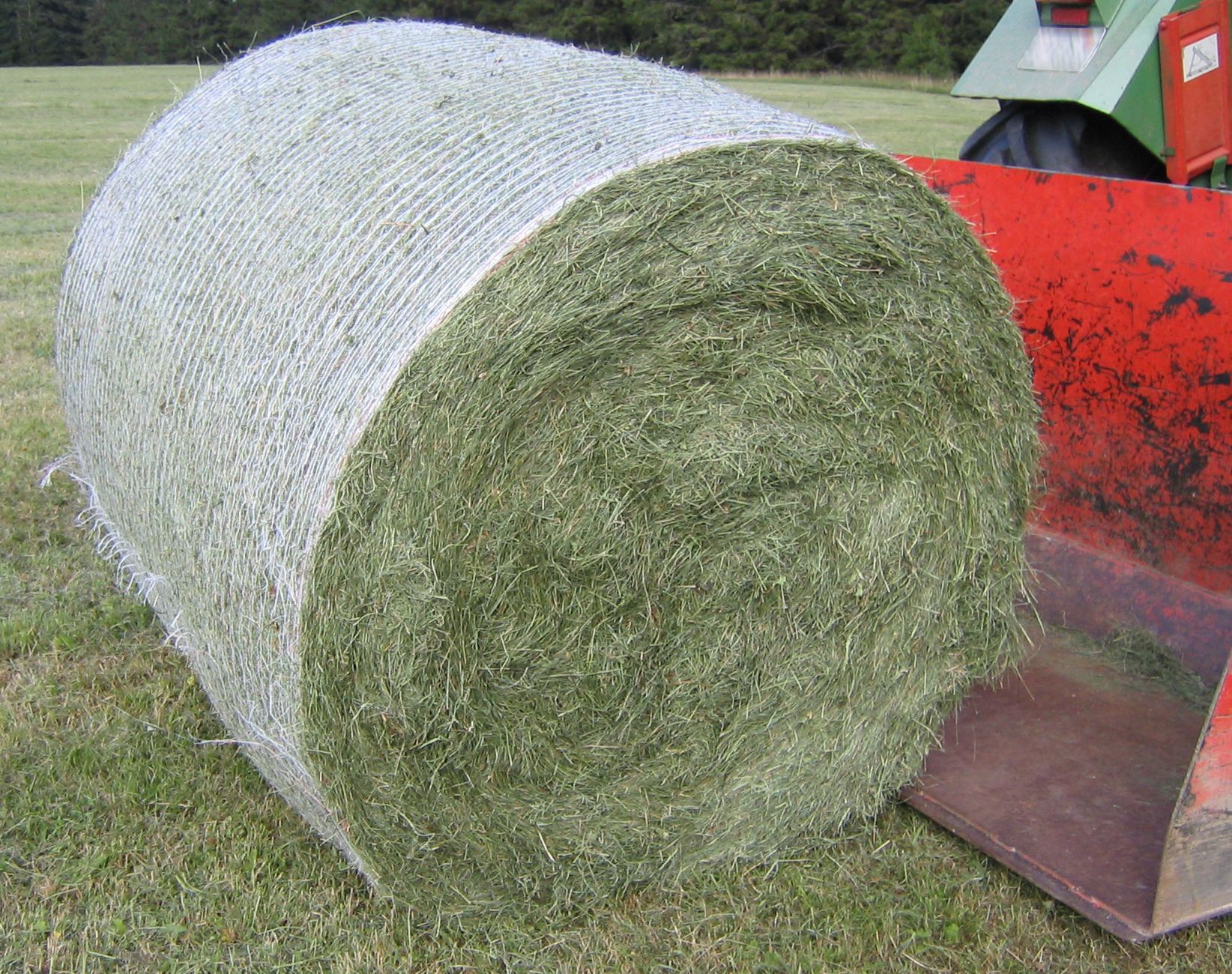
Klasický balík sena

Správně usušené seno by se mělo skladovat v zakrytých budovách k tomu určených, do kterých nezatéká. Tradiční budova, ve které se seno skladuje, se jmenuje stodola. Seno se zde nejčastěji skladuje volně. Přiváží se ve sběrných vozech a fukarem (velkovýroba) nebo ručně (malovýroba) se uskladňuje na pernách. Často je i v případě využití fukaru nutná manuální práce s vidlemi. Proces uskladňování sena je velmi náročný, protože osoby pracující na seníku jsou vystaveny extrémní prašnosti. Tento proces se nazývá metání.
V moderním zemědělství je seno většinou stlačeno do balíků. Obvykle jsou používány malé hranaté balíky s rozměry kolem 50 × 60 × 60 cm nebo standardní kulaté balíky s průměrem 150 cm a výškou 150 cm (váha cca 350 kg) nebo menší kulaté balíky s průměrem 120 cm a výškou 120 cm (hmotnost cca 200 kg). Přibližně od roku 2005 se z důvodu lepšího využití místa při skladování začínají používat i velké hranaté balíky s rozměry 200 × 120 × 100 cm a hmotností cca 200 kg i více.

### Fermentace (zrání) sena
Někteří autoři doporučují seno po usušení a uskladnění nechat 3 týdny, nebo i 6-8 týdnů „odležet“ či "vydechnout" (tzv. dozrávání sena) předtím, než je možné ho zkrmovat. To však není potřeba. Samotné sušení je proces konzervace, jehož cílem je zastavit jakékoliv biochemické procesy a umožnit tak dlouhodobé skladování pro období nedostatku potravy (zima). Správná míra usušení se snadno pozná – seno při pomačkání v rukách šustí a i silnější stvoly se lámou. Zejména usušení stonků jetele a vojtěšky může být problematické (vyžaduje delší dobu sušení nebo vyšší teplotu), neboť obsahují velké množství vody.

## Seno jako krmivo

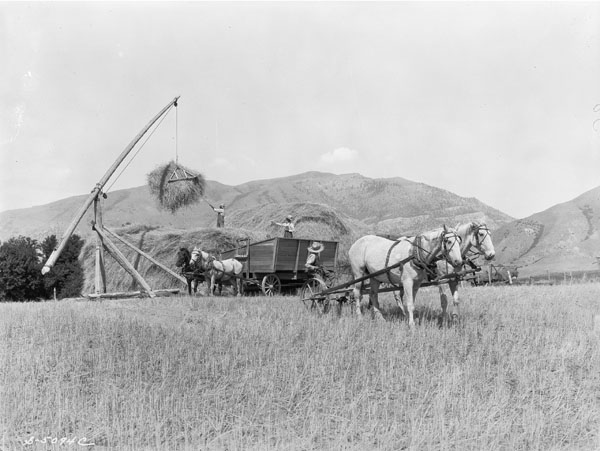
George W. Ackerman: Vykládání sena, Washington, 1925

Seno obsahuje významné množství karotenu, vitamínů skupiny B, vitamín D a vitamín E. Při zkrmování sena je nutné, aby bylo suché a nebylo plesnivé, jinak způsobuje zažívací poruchy. Běžné dávky klasického travního nebo jetelotravního sena jsou:
- pro dojnice 5–15 kg
- pro telata 0,5–3 kg
- pro mladý skot 3–6 kg
- pro koně 7–12 kg
- pro ovce 0,5–1,5 kg

Nejcennější je luční seno s vysokým obsahem jetelovin, naopak nejhorší je seno z pastevních porostů a zamokřených půd. Hodnota sena nezávisí nejen na jeho druhu a kvalitě zpracování, ale také na schopnosti konkrétního zvířete jej strávit. Tato schopnost se liší plemeno od plemena, přičemž nejvýraznější rozdíl je mezi plemeny kulturními a primitivními.

### Senné moučky
Často se využívají i senné moučky. Ty se přidávají do krmných směsí. Seno na senné moučky se někdy suší v umělých podmínkách.